# 桑德贝
桑德贝（英語：Thunder Bay，或音譯作桑德貝或意譯為雷霆灣，又譯珊德灣），是加拿大安大略省西北部的一座城市，为桑德贝区的行政中心。根据2011年全国人口普查，桑德贝人口为108359人，在全國排名第46位；都會區人口則達121596人，在全國排名第32位。雷霆灣是安省西北部最大城市和安省北部繼薩德伯里後的第二大城市。
雷霆灣市坐落蘇必略湖盡頭，卡米尼斯蒂基亞河匯入桑德湾的地點，因而得名。由於該處位於五大湖在加拿大境内水域的航行盡頭，因此該市又有“加拿大湖首”（Canadian Lakehead）或“湖首”（Lakehead）之稱。現有的雷霆灣市於1970年成立，由亞瑟港市和威廉堡市合併而成。

## 历史

### 早期發展
當地原住民將此處稱為“Animikie”，意即“雷電”。法裔皮毛交易員從17世紀末期起在此帶作業，將卡米尼斯蒂基亞河匯入蘇必略湖所在的湖灣名為“雷霆灣”（Baie du Tonnerre），並於1678年左右在該河河口設立一座皮毛交易站，但於1696年因皮毛市場供過於求而關閉。此地於1717年再設立另一座交易站，但隨着法國在七年戰爭中敗於英國，新法蘭西於1763年割讓予英國，此帶地域遂落入英國的控制，此交易站亦於同期廢棄。
戰後皮毛交易再度興旺，而西北公司則利用白鴿河上的大波蒂奇（Grand Portage）作其主要交易站。然而，英美兩國於1794年簽定《傑伊條約》後，白鴿河一帶落入美國的控制，西北公司遂於1803年在卡米尼斯蒂基亞河河口另立據點，並於1807年以該公司的首席合夥人威廉·麥吉利維雷（William McGillivray）將此處名為威廉堡（Fort William）。隨著西北公司於1821年與哈德遜灣公司合併，區内的皮毛交易改以後者位於哈德遜灣畔的約克工場交易站（York Factory）為主，威廉堡的重要性因而大減。
到了19世紀中期，密歇根上半島的基維諾半島（Keweenaw Peninsula）發現銅礦，引發加拿大省當局探索其境内蘇必略湖一帶地域是否同樣藴藏貴重金屬。隨著當地發現金銀銅等金屬，礦業亦取代皮毛交易成為當地的經濟支柱。當局並於1859年-60年間在此劃下威廉堡鎮址、尼兵鄉（Neebing）和派普恩奇鄉（Paipoonge），以安頓遷居至此的歐裔殖民。

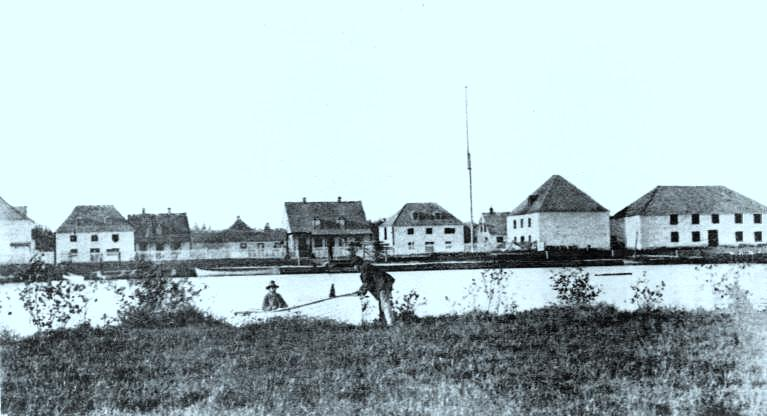
威廉堡一景（1865年）

### 雙鎮並立
加拿大聯邦於1867年成立後，當局計劃修建道路連接蘇必略湖和加里堡（Fort Garry，即現溫尼伯）；項目主管西門·多臣（Simon Dawson）將道路的東端終點定於威廉堡以北數英里的地點。陸軍元帥沃爾斯利子爵於1870年5月將此處以亞瑟王子名為亞瑟王子登陸點（Prince Arthur's Landing），而安大略省政府則於1871年在該處劃下鎮址。雷霆灣區於同年脫離阿爾戈馬區而成，其行政中心亦設於亞瑟王子登陸點。
受惠於當地的銀礦業，亞瑟王子登陸點早期發展良好，當地居民並於1873年3月成功爭取將該帶地域（包括威廉堡在内）建制為舒尼亞自治區（Municipality of Shuniah），成為雷霆灣區内首個設立地方政府的政區。舒尼亞自治區的事務主要由亞瑟王子登陸點的居民操控，招徠了威廉堡居民的不滿；威廉堡居民後於1881年成功爭取脫離舒尼亞自治區，另設尼兵自治區（Municipality of Neebing）。
該兩個地區之間的競爭在日後更趨激烈。加拿大太平洋鐵路（CPR）工程於1882年-85年間在亞瑟王子登陸點進行，進一步刺激當地發展。鐵路公司高層於1883年5月將該冗長名稱改為亞瑟港（Port Arthur），而亞瑟港亦於1884年正式建制為鎮。然而，鐵路工程完結後，CPR決定將其雷霆灣地區業務遷至威廉堡。此外，美國亦於1890年大幅增加關稅，嚴重影響亞瑟港的銀礦業。在此雙重打擊下，亞瑟港經濟陷入衰退。另一方面，威廉堡卻穩步增長，並於1892年脫離尼兵自治區建制為鎮。

### 邁向合併
20世紀初期，亞瑟港爭取改制為市。當時有傳亞瑟港的設市申請書中提及要求同時吞併威廉堡，後者居民因此同時發起將之改制為市；亞瑟港和威廉堡遂於1907年4月同時升格為市。當局曾於1920年和1958年兩度就兩市合併的事宜舉行公投，結果皆遭選民否決。亞瑟港市長查理·覺士（Charlie Cox）大力推動兩市合併，更曾於1948年市選中競逐威廉堡市長職位，以圖同時出任兩市市長。
1964年，時任亞瑟港市長索爾·拉斯金（Saul Laskin）去信省政府，要求當局就雷霆灣一帶五座城鎮（亞瑟港市、威廉堡市、尼兵自治區、派普恩奇自治區和舒尼亞自治區）所面臨的各種事宜展開研究，其後獲威廉堡市政府和其他機構支持。1965年初，上述五座城鎮向安省城鎮事務廳長聯署，進一步爭取當局進行該項研究。省府於同年9月正式展開湖首地區地方政府的檢閱工作，最終結論為將亞瑟港市、威廉堡市、尼兵鄉和麥金泰爾鄉（McIntyre）合併為一座新城市。
安大略省議會於1969年5月8日通過法案，確定上述市鎮的合併程序。當地於同年6月23日就新城市的名稱舉行公投，選項包括“雷霆灣”（Thunder Bay）、帶有英語定冠詞的“湖首”（The Lakehead）和沒有定冠詞的“湖首”（Lakehead）。沒有定冠詞的“湖首”獲得15,302票，但票源遭帶有定冠詞的“湖首”（8,377票）攤薄，令獲得15,870票的“雷霆灣”脫穎而出。雷霆灣市於1970年1月1日正式成立，首任市長為拉斯金。

## 地理
桑德贝位于苏必利尔湖的西北岸。

### 气候
桑德贝屬溫帶大陸性濕潤氣候（柯本氣候分類法Dfb）。當地气候受苏必利尔湖湖水的緩和效應影响，市内夏季氣溫較内陸地區為低，但冬季氣溫卻較内陸地區為高；此效應在該市北部尤以為甚。1月平均氣溫為−14.8℃，平均高溫為−8.6℃。七月平均氣溫為17.6℃，平均高溫為24.2℃。1982年1月10日，市内錄得-36℃，連同時速54公里的強風，感覺有如-58℃，為安大略省内連同風凍效應感覺最寒冷的一天。市内全年平均有2167.7小時獲陽光照射，較該市以東任何城市都要多。
| 桑德贝（1971年-2000年） | 桑德贝（1971年-2000年） | 桑德贝（1971年-2000年） | 桑德贝（1971年-2000年） | 桑德贝（1971年-2000年） | 桑德贝（1971年-2000年） | 桑德贝（1971年-2000年） | 桑德贝（1971年-2000年） | 桑德贝（1971年-2000年） | 桑德贝（1971年-2000年） | 桑德贝（1971年-2000年） | 桑德贝（1971年-2000年） | 桑德贝（1971年-2000年） | 桑德贝（1971年-2000年） |
| 月份                    | 1月                     | 2月                     | 3月                     | 4月                     | 5月                     | 6月                     | 7月                     | 8月                     | 9月                     | 10月                    | 11月                    | 12月                    | 全年                    |
| ----------------------- | ----------------------- | ----------------------- | ----------------------- | ----------------------- | ----------------------- | ----------------------- | ----------------------- | ----------------------- | ----------------------- | ----------------------- | ----------------------- | ----------------------- | ----------------------- |
| 平均高温 °C（°F）       | −8.6 (16.5)             | −5.6 (21.9)             | 0.3 (32.5)              | 9.0 (48.2)              | 16.4 (61.5)             | 20.6 (69.1)             | 24.2 (75.6)             | 23.1 (73.6)             | 17.1 (62.8)             | 10.4 (50.7)             | 1.7 (35.1)              | −6.1 (21.0)             | 8.5 (47.3)              |
| 平均低温 °C（°F）       | −21.1 (−6.0)            | −18.4 (−1.1)            | −11.2 (11.8)            | −3.3 (26.1)             | 2.5 (36.5)              | 7.3 (45.1)              | 11.0 (51.8)             | 10.1 (50.2)             | 4.9 (40.8)              | −0.5 (31.1)             | −7.7 (18.1)             | −17 (1)                 | −3.6 (25.5)             |
| 平均降水量 mm（）       | 31.3 (1.23)             | 24.9 (0.98)             | 41.6 (1.64)             | 41.5 (1.63)             | 66.5 (2.62)             | 85.7 (3.37)             | 89.0 (3.50)             | 87.5 (3.44)             | 88.0 (3.46)             | 62.6 (2.46)             | 55.6 (2.19)             | 37.5 (1.48)             | 711.7 (28.02)           |
| 平均降雨量 mm（）       | 2.5 (0.10)              | 2.8 (0.11)              | 17.5 (0.69)             | 29.5 (1.16)             | 65.0 (2.56)             | 85.7 (3.37)             | 89.0 (3.50)             | 87.5 (3.44)             | 87.5 (3.44)             | 57.0 (2.24)             | 31.5 (1.24)             | 3.6 (0.14)              | 559 (22.0)              |
| 平均降雪量 cm（）       | 41.2 (16.2)             | 26.9 (10.6)             | 26.8 (10.6)             | 12.4 (4.9)              | 1.7 (0.7)               | 0 (0)                   | 0 (0)                   | 0 (0)                   | 0.5 (0.2)               | 6.1 (2.4)               | 27.8 (10.9)             | 44.1 (17.4)             | 187.5 (73.8)            |
| 平均降水天数            | 11.9                    | 10.0                    | 10.9                    | 8.8                     | 10.5                    | 13.4                    | 12.7                    | 12.6                    | 13.3                    | 11.7                    | 11.6                    | 12.3                    | 139.7                   |
| 平均降雨天数            | 0.6                     | 0.9                     | 3.4                     | 6.6                     | 10.3                    | 13.4                    | 12.7                    | 12.6                    | 13.2                    | 10.7                    | 5.1                     | 1.1                     | 90.6                    |
| 平均降雪天数            | 12.6                    | 10.3                    | 9.4                     | 3.9                     | 0.6                     | 0                       | 0                       | 0                       | 0.1                     | 2.3                     | 9.1                     | 13.1                    | 61.4                    |
| 月均日照時數            | 114.4                   | 133.5                   | 159.1                   | 219.0                   | 265.0                   | 264.1                   | 283.4                   | 258.3                   | 162.9                   | 127.7                   | 88.8                    | 91.7                    | 2,168                   |
| 来源：加拿大环境部      |                         |                         |                         |                         |                         |                         |                         |                         |                         |                         |                         |                         |                         |

## 交通

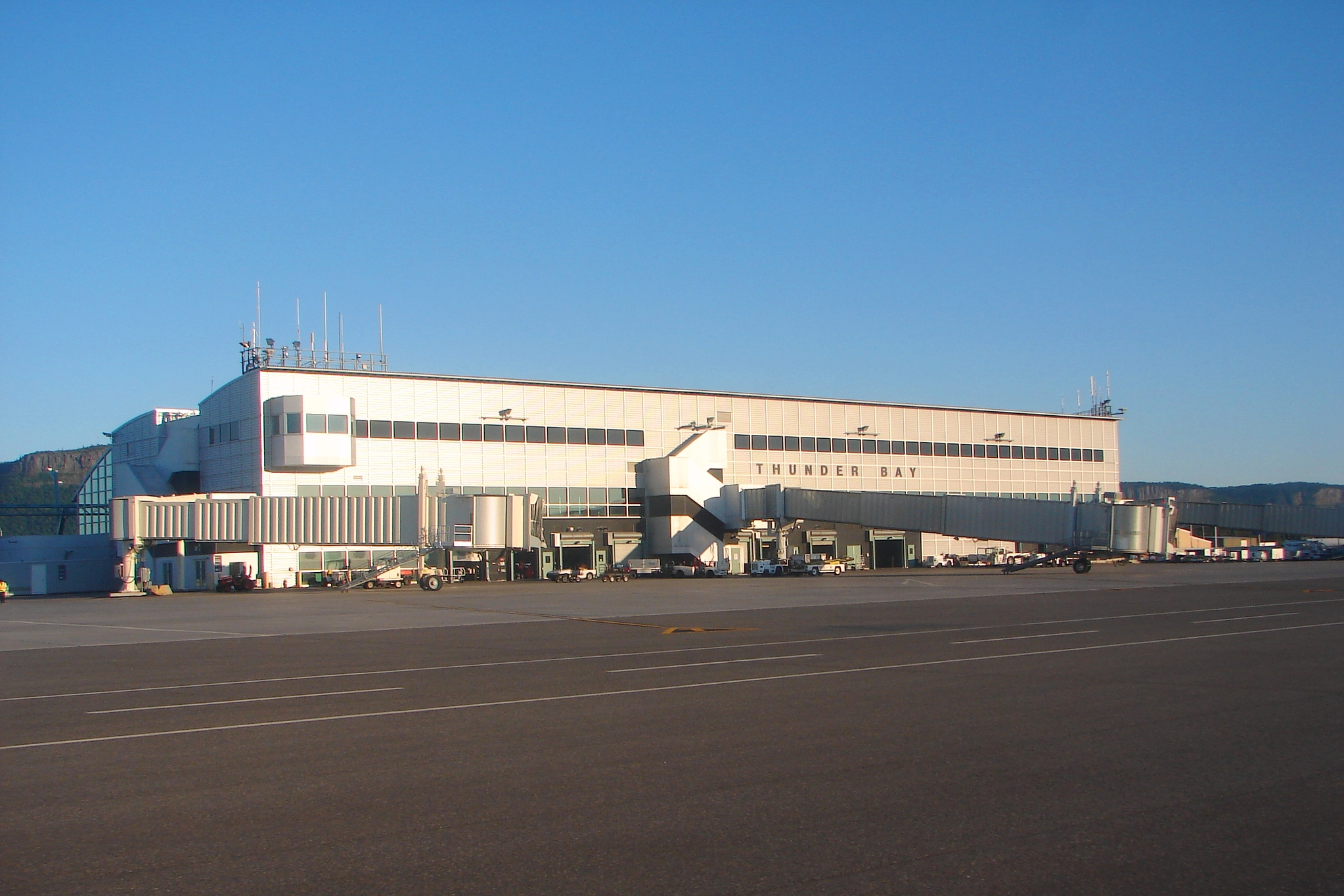
雷霆灣國際機場

雷霆灣市内的主要幹道為安大略11號和17號省道，兩者皆隸屬橫加公路，而兩者在市內亦共構運行。11號省道西通雷尼河鎮和弗朗西斯堡，東達科克倫；17號省道西通肯諾拉，東達蘇聖瑪麗和薩德伯里。此外，61號和102號省道的終點亦位於雷霆灣：前者向南通往通往美加邊境並駁上明尼蘇達州61號州道；後者則往西伸延並駁上11號和17號省道。
市內的公共交通服務由市營的雷霆灣交通局營運。加拿大國家鐵路和加拿大太平洋鐵路的貨運鐵路服務皆途經雷霆灣；維亞鐵路過去亦曾經提供客運鐵路服務來往雷霆灣，但於1990年取消。
航空交通方面，雷霆灣國際機場（Thunder Bay International Airport，IATA代碼：YQT，ICAO代碼：CYQT）提供航線來往多倫多皮爾遜國際機場和畢曉普機場、弗朗西斯堡、肯諾拉、薩德伯里、蒂明斯、北灣、蘇聖瑪麗和溫尼伯等地。

## 教育

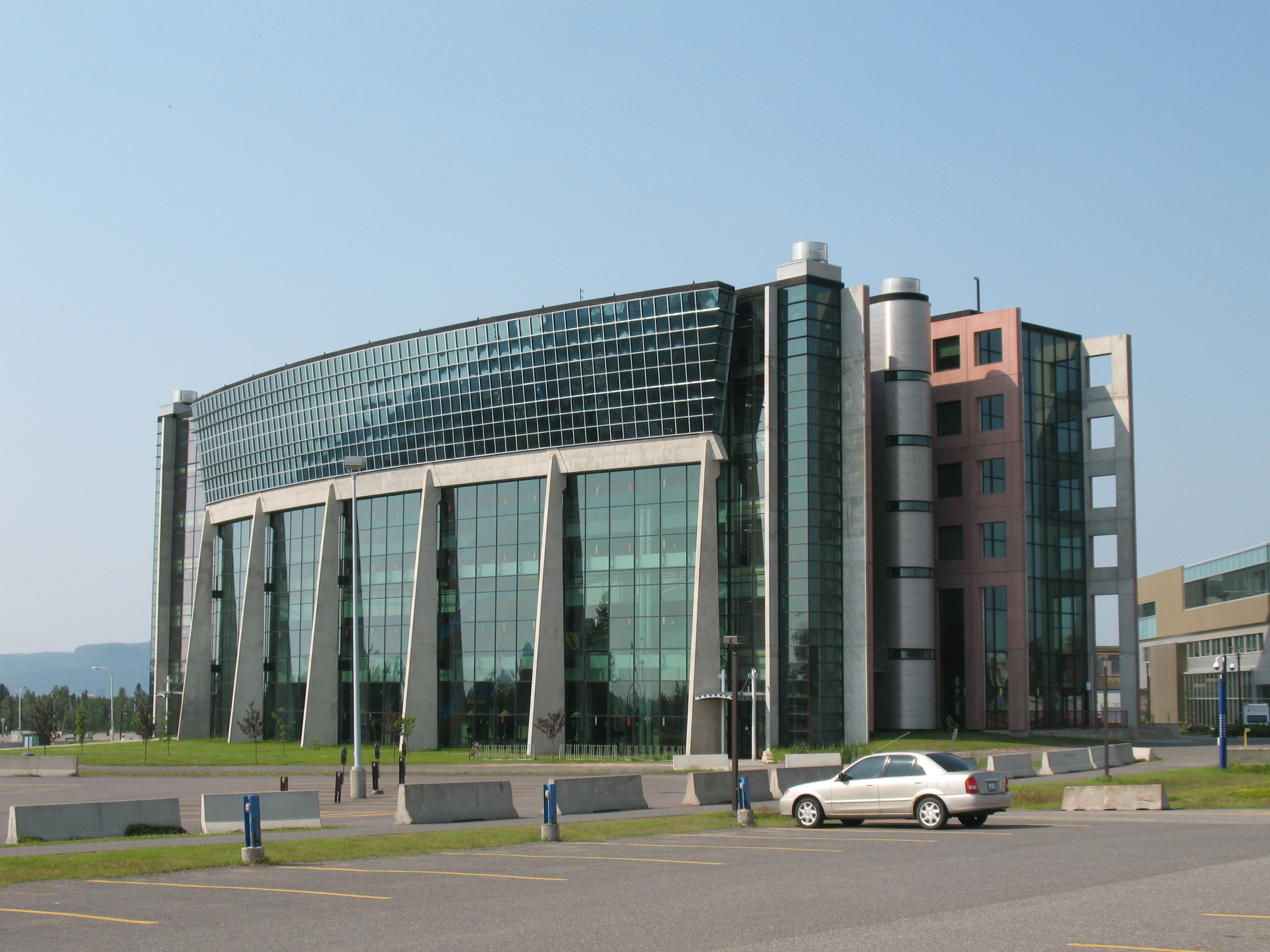
湖首大學

雷霆灣市內的公立中小學以主要授課語言和宗教背景分為三個類別，並由數間不同機構營運：
- 湖首教育局（Lakehead District School Board）：負責營運市內的英語世俗公立中小學
- 雷霆灣天主教教育局（Thunder Bay Catholic District School Board）：負責營運市內的英語天主教公立中小學
- 北極光天主教教育局（Conseil scolaire de district catholique des Aurores boréales）：負責營運市內的法語天主教公立中小學

專上教育方面，市内設有湖首大學的主校園和聯邦學院（Confederation College）。

## 媒體
雷霆灣是安省西北部的媒體中心。市内的主要日報為《紀事日報》（The Chronicle-Journal），日發行量為28000份，覆蓋整個安省西北部。此外，市内還有兩份周報，分別為英語的《雷霆灣資訊來源》（Thunder Bay's Source）和芬蘭語的《加拿大報》（Canadan Sanomat）。
市内兩間主要地區電視台皆隸屬德格爾傳媒（Dougall Media），分別為加拿大廣播公司英語電視地區分台CKPR和環球電視地區分台CHFD。安省政府轄下的公營頻道安大略電視（TVOntario）在市内設有轉播站，而CTV電視網和加拿大廣播公司法語頻道則需依靠有線或衛星電視接收。

## 姊妹城市
- 芬兰 塞伊奈约基（Seinäjoki）
- 美国 明尼苏达州 小加拿大（Little Canada, Minnesota）
- 美国 明尼苏达州 杜鲁斯（Duluth, Minnesota）
- 日本 岐阜市
- 中華民國 基隆市
- 🇨🇳 中华人民共和国 焦作市